# Гатто, Оскар
Оскар Гатто (итал. Oscar Gatto; род. 1 января 1985, Монтебеллуна, провинция Тревизо,области Венеция, Италия) — итальянский профессиональный шоссейный велогонщик, выступающий c 2019 года за команду «Bora-Hansgrohe».

## Достижения
2005
1-й — Giro del Canavese
1-й на этапе 6 — Giro della Valle d'Aosta
2006
1-й — Coppa Città di Asti
1-й на этапе 6 — Giro delle Regioni
2007
2-й — Париж - Коррез
2009
2-й — Джиро ди Сардиния
1-й на этапе 3
1-й на этапе 1b — Международная неделя Коппи и Бартали
2010
1-й — Gran Premio Nobili Rubinetterie
1-й на этапе 1 (ТТТ) — Тур Бриксии
3-й — GP Kranj
4-й — Trofeo Matteotti
5-й — Gran Premio della Costa Etruschi
7-й — Тур Турции
2011
1-й на этапе 8 — Джиро д’Италия
1-й на этапе 2 — Giro della Provincia di Reggio Calabria
1-й — Trofeo Matteotti
1-й — Giro della Romagna
3-й — Кубок Уго Агостони
5-й — Classica Sarda
5-й — Gran Premio Industria e Commercio di Prato
7-й — Страде Бьянке
2012
1-й — Giro del Veneto
1-й на этапе 3 — Giro di Padania
3-й — Страде Бьянке
6-й — Мемориал Марко Пантани
6-й — Gran Premio Industria e Commercio di Prato
2013
1-й — Дварс дор Фландерен
3-й — GP Industria & Artigianato di Larciano
8-й — Трофей Лайгуэльи
2014
1-й на этапах 2 и 4 — Тур Австрии
8-й — Дварс дор Фландерен
2015
1-й на этапах 1 и 4 — Тур Сибиу
6-й — Страде Бьянке
6-й — Gran Premio Nobili Rubinetterie
6-й — Gran Premio della Costa Etruschi
9-й — Гран-при Бруно Бегелли
9-й — Классика Альмерии
2016
1-й на этапе 3 — Вуэльта Андалусии
3-й — Арктическая гонка Норвегии
7-й — Дварс дор Фландерен
2017
1-й в прологе — Тур Австрии
5-й — Омлоп Хет Ниувсблад
9-й — Гран-при кантона Аргау
2018
1-й в прологе — Тур Австрии
5-й — Омлоп Хет Ниувсблад

## Статистика выступлений наГранд Турах
| Гонка           | 2007 | 2008 | 2009 | 2010 | 2011 | 2012 | 2013 | 2014 | 2015 | 2016 | 2017 | 2018 |
| --------------- | ---- | ---- | ---- | ---- | ---- | ---- | ---- | ---- | ---- | ---- | ---- | ---- |
| Джиро д'Италия  | 141  | НФ   | 149  | —    | 105  | 113  | 98   | 116  | НФ   | —    | —    | —    |
| Тур де Франс    | —    | —    | —    | —    | —    | —    | —    | —    | —    | 156  | —    | —    |
| Вуэльта Испании | —    | 127  | —    | —    | —    | —    | —    | НФ   | —    | —    | —    | —    |

| —  | Не участвовал  |
| НФ | Не финишировал |